# Spergularia
Spergularia (Pers.) J.Presl & C.Presl, 1819 è un genere di piante della famiglia Caryophyllaceae.

## Tassonomia
Il genere comprende le seguenti specie:
- Spergularia aberrans I.M.Johnst.
- Spergularia andina Rohrb.
- Spergularia arbuscula (Gay) I.M.Johnst.
- Spergularia atrosperma Rossbach
- Spergularia australis (Samp.) Ratter
- Spergularia azorica (Kindb.) Lebel
- Spergularia bocconei (Scheele) Graebn.
- Spergularia bourgaei Lebel
- Spergularia brevifolia (Bartl.) Walp.
- Spergularia canadensis (Pers.) G.Don
- Spergularia capillacea (Kindb. & Lange) Willk.
- Spergularia collina I.M.Johnst.
- Spergularia colombiana Rossbach
- Spergularia confertiflora Steud.
- Spergularia congestifolia I.M.Johnst.
- Spergularia cremnophila I.M.Johnst.
- Spergularia denticulata (Phil.) Phil.
- Spergularia depauperata (Naudin) Rohrb.
- Spergularia diandra (Guss.) Heldr.
- Spergularia diandroides L.G.Adams
- Spergularia doumerguei Foucaud ex P.Monnier
- Spergularia echinosperma (Čelak.) Asch. & Graebn.
- Spergularia embergeri P.Monnier
- Spergularia fasciculata Phil.
- Spergularia fimbriata Boiss. & Reut.
- Spergularia flaccida (Madden) I.M.Turner
- Spergularia floribunda (Gay) Rohrb.
- Spergularia glandulosa (Jacq.) Heynh.
- Spergularia hanoverensis C.Simon
- Spergularia heldreichii Foucaud
- Spergularia hohuanshanensis S.S.Ying
- Spergularia × hybrida Hausskn.
- Spergularia kurkae F.Dvořák
- Spergularia macrorrhiza (Req. ex Loisel.) Heynh.
- Spergularia macrotheca (Hornem. ex Cham. & Schltdl.) Heynh.
- Spergularia madoniaca Lojac.
- Spergularia manicata (Skottsb.) Kool & Thulin
- Spergularia marina (L.) Besser
- Spergularia masafuerana Skottsb.
- Spergularia media (L.) C.Presl
- Spergularia mexicana Hemsl.
- Spergularia microsperma (Kindb.) Asch.
- Spergularia munbyana Pomel
- Spergularia namaquensis Schltr. ex M.Á.Alonso, M.B.Crespo, Mart.-Azorín & Mucina
- Spergularia nesophila L.G.Adams
- Spergularia nicaeensis Sarato ex Burnat
- Spergularia pazensis (Rusby) Rossbach
- Spergularia pissisi (Phil.) I.M.Johnst.
- Spergularia pitardiana Hy ex Pit.
- Spergularia × pseudoazorica (Reyn.) P.Fourn.
- Spergularia purpurea (Pers.) G.Don
- Spergularia pycnantha R.Rossbach
- Spergularia pycnorrhiza Foucaud ex Batt.
- Spergularia quartzicola M.Á.Alonso, M.B.Crespo, Mart.-Azorín & Mucina
- Spergularia ramosa Cambess.
- Spergularia rubra (L.) J.Presl & C.Presl
- Spergularia rupicola Lebel
- Spergularia sezer-zenginii Yıld.
- Spergularia spruceana Rossbach
- Spergularia squarrosa Muschl.
- Spergularia stenocarpa (Phil.) I.M.Johnst.
- Spergularia syvaschica Tzvelev
- Spergularia tasmanica (Kindb.) L.G.Adams
- Spergularia tenuifolia Pomel
- Spergularia tibestica Quézel & P.Monnier
- Spergularia villosa (Pers.) Cambess.